# Черна петниста пираня
Pygocentrus cariba (cariba: от местен индиански език - канибал)  или още позната като черна петниста пираня е вид риба от семейство Serrasalmidae. Видът е незастрашен и е обект на спортен риболов.

## Разпространение
Видът е разпространен в река Ориноко както и в региона Лланос, в части от Венецуела и Колумбия. Среща се също в притоците Инирида, Гуавире, Мета, Вичада, Томо, Касанаре, Апуре и Гуарико. Обитава всички участъци от реката, някои от които са мътни и тинести, бедни на минерали, а на места са даже токсични.

## Хранене
Видът е месояден, храни се предимно с различни видове риби, ракообразни и мекотели, както и с различни животни паднали във водата. Понякога прибягва и до канибализъм, откъдето идва и името. Храни се също с ядки, семена и плодове паднали в реката.

## Описание
Този вид достига максимална дължина от 27,9 сантиметра а зъбите му израстват до половин сантиметър. Окраската му е почти черна на бели петънца, които му помагат да се слива със сенките във водата. Женските са по - големи от мъжките. Движат се в пасажи от по 5 - 6 индивида.

## Размножаване
Не е наблюдавано но се счита, че като другите видове пирани има два размножителни периода на година. Първият е когато нивото на водата се вдига, най - често юни и юли, а вторият е когато нивото спада - ноември и декември.